# Maskarade
Maskarade, FS39 is een opera in drie bedrijven, gecomponeerd in 1904-06 door de Deense componist Carl Nielsen. Het libretto van Vilhelm Andersen is gebaseerd op de gelijknamige komedie uit 1724 van Ludvig Holberg.

## Geschiedenis
De aankondiging van de plannen om Holbergs klassieke komedie in de vorm van een opera buffa op het toneel te zetten ontmoette veel kritiek in Deense literaire kringen, maar de opera won snel aan populariteit, en zette het oorspronkelijke toneelstuk zelf enigszins in de schaduw. Nielsen en Vilhelm Andersen bezochten tijdens het Kopenhaagse uitgaansseizoen van 1904 gemaskerde bals om ideeën op te doen. In de eerste acte van de opera zijn de sleutelscènes uit Holbergs eerste twee bedrijven terug te vinden. Andersen voegde de straatscène toe die dan volgt (tweede acte) en daarna volgt het intermezzo tussen Holbergs tweede en derde bedrijf, waarin ruimte is voor balletten en acrobatiek.
Aan karaktertekening hadden Nielsen en Andersen bij deze vrolijke opera minder behoefte dan Holberg. Vooral ingrijpend is de verandering die de beide vaders ondergaan in vergelijking met het toneelstuk. Zij worden geportretteerd als ridicule figuren. Leanders vader Jeronimus, bij Holberg een deftige conservatief, is in de opera een dronkaard die tijdens de maskerade voor gek staat. Van Leonora's vader Leonard, een verlichte liberaal die moet kiezen tussen zijn vaderliefde en de conventies, maakten Nielsen en Andersen een stuntelige provinciaal die zich bij vrouwen niet weet te gedragen.
Nielsen, die twee jaar aan de opera had gewerkt, was er niet geheel tevreden over. Met name de laatste twee bedrijven waren niet naar zijn zin, maar hij kwam er niet toe de compositie te herzien. De ouverture en de balletmuziek uit het derde bedrijf (De dans van de jonge hanen) worden regelmatig als aparte orkeststukken uitgevoerd.
Maskarade is dé Deense nationale opera geworden. In de maskerade uit de titel kunnen de karakters uit de opera hun onderdrukte leven wat zij in een onbuigzame maatschappij leiden achter zich laten. Het vertegenwoordigt vrijheid en verlichting, meer zelfs, een joie de vivre in een land waar weer en plicht vaak koud en mistroostig zijn. De patriarch Jeronimus vaart uit tegen de maskerade en alles wat die vertegenwoordigt - maar een lijn van de intrige laat zien hoe hij, ondanks zijn gezag en zijn antipathie tegen de maskerade, er toch niet in slaagt de vorderingen van zijn zoon in de richting van vrijheid en geluk (om die van hemzelf maar niet te noemen) te voorkomen. De laatste scène van de opera wordt gekleurd door een bitterzoete erkenning van de menselijke sterfelijkheid, en het grote belang geluk te vinden om dit te verlichten.
De eerste uitvoering was in Det Kongelige Teater aan Kongens Nytorv in Kopenhagen op 11 november 1906. De eerst bekende uitvoering in Amerika werd verzorgd door de Bronx Opera Company in 1983. In Nederland was Maskarade voor het eerst concertant te horen op 23 februari 1997 in Muziekcentrum Vredenburg in Utrecht onder leiding van Gabriel Chmura. Een tweede concertante uitvoering vond plaats op 19 november 2015 in het Koninklijk Concertgebouw in Amsterdam onder Markus Stenz. In beide gevallen waren vrijwel alle zangsolisten Deens. Tot een scenische opvoering van de opera is het in Nederland en België nog niet gekomen.

## Synopsis
De intrige draait om Leander en Leonora, twee jonge mensen die elkaar toevallig ontmoeten tijdens het balmasqué en daar elkaar hun onsterfelijke liefde verklaren en ringen uitwisselen. De volgende dag vertelt Leander aan zijn knecht Henrik over zijn nieuw gevonden liefde. Hij wordt radeloos wanneer Henrik hem eraan herinnert dat zijn ouders hem uitgehuwelijkt hebben aan een dochter van de buren. De zaak raakt ingewikkeld wanneer Leonard, de buurman wiens dochter de andere kant van dit arrangement vertegenwoordigt zich bij Leanders vader komt beklagen over het feit dat zijn dochter verliefd is geraakt op iemand die zij tijdens het bal masqué van de vorige nacht heeft ontmoet. In het derde bedrijf komt alles tot een climax, wanneer iedereen naar het bal masqué van die nacht sluipt, waar duidelijk wordt dat alles tot ieders tevredenheid wordt opgelost.